# Atletiek op de Paralympische Zomerspelen 2024 - 100 m vrouwen T12
De 100 meter voor vrouwen klasse T12 op de Paralympische Zomerspelen 2024 vond plaats van op 4 september (series) en 5 september (halve finale & finale) in het Stade de France. Deze klasse is voor slechtziende atletes die over het algemeen enig restzicht hebben, het vermogen om de vorm van een hand op een afstand van 2 meter te herkennen en het vermogen om helder waar te nemen zal niet meer dan 2/60 zijn. T12 atletes mogen samen met een gids lopen. De winnares van 2020 was Omara Durand uit Cuba, die in 2024 haar titel wist te prolongeren. de Oekraïense Oksana Boturchuk behaalde het zilver en Katrin Mueller-Rottgardt uit Duitsland won de bronzen medaille.

## Records
Voorafgaand aan het toernooi waren dit de wereldrecords en Paralympische records.
| Wereldrecord        | Cuba Omara Durand | 11.40 | Rio de Janeiro | 9 september 2016 |
| Paralympisch record | Cuba Omara Durand | 11.40 | Rio de Janeiro | 9 september 2016 |

## Series
De winaars van de series kwalificeerden zich direct voor de halve finales. Van de overgebleven atletes kwalificeerden bovendien de snelste zich voor de halve finale. 

#### Serie 1
| Rang | Baan | Naam                                               | Naam | Tijd  | Bijz. |
| ---- | ---- | -------------------------------------------------- | ---- | ----- | ----- |
| 1    | 1    | Simran Sharma Abhay Singh (gids)                   | IND  | 12.17 | Q, SB |
| 2    | 5    | Nagore Folgado García Joan Varo Raga (gids)        | ESP  | 12.35 | q, PB |
| 3    | 7    | Clara Daniele Barros da Silva Efaim Andrade (gids) | BRA  | 12.66 |       |
| 4    | 3    | Uran Sawada Ryuhei Shiokawa (gids)                 | JPN  | 12.90 |       |

#### Serie 2
| Rang | Baan | Naam                                                              | Naam | Tijd  | Bijz. |
| ---- | ---- | ----------------------------------------------------------------- | ---- | ----- | ----- |
| 1    | 5    | Darlenys de la Cruz Fary Sterlin Mejia Nunez (gids)               | DOM  | 12.37 | Q, SB |
| 2    | 3    | Viviane Ferreira Soares Newton Viera de Almeida Jr (gids)         | BRA  | 12.73 |       |
| 3    | 7    | Yaqin Shen Li Wen (gids)                                          | CHN  | 12.78 |       |
| 4    | 1    | Heidilene Patricia Oliveira Jailson Manuel Duarte Oliviera (gids) | CPV  | 13.52 | PB    |

#### Serie 3
| Rang | Baan | Naam                                                        | Naam | Tijd  | Bijz. |
| ---- | ---- | ----------------------------------------------------------- | ---- | ----- | ----- |
| 1    | 7    | Katrin Mueller-Rottgardt Noel-Phillippe Fiener (gids)       | GER  | 12.32 | Q, SB |
| 2    | 5    | Melani Bergés Gámez Sergio Diaz del Campo Velazquez (gids)  | ESP  | 12.44 | q, PB |
| 3    | 1    | Ni Made Arianti Putri Aji Bayu Laksono (gids)               | INA  | 12.69 |       |
| 4    | 3    | Lorraine Gomes de Aguiar Fernando Martins Ribiero Jr (gids) | BRA  | 12.93 |       |

#### Serie 4
| Rang | Baan | Naam                                                                  | Naam | Tijd  | Bijz. |
| ---- | ---- | --------------------------------------------------------------------- | ---- | ----- | ----- |
| 1    | 1    | Omara Durand Yuniol Kindelan Vargas (gids)                            | CUB  | 11.87 | Q, SB |
| 2    | 5    | Oksana Boturchuk Mykyta Barbanov (gids)                               | UKR  | 12.33 | q, SB |
| 3    | 3    | Alejandra Paola Pérez López Markinzon Dan Manzanilla Velazquez (gids) | VEN  | 12.45 | q, SB |
| 4    | 7    | Melissa Tillner Victor Duarte Adorno (gids)                           | PAR  | 15.48 | SB    |

## Halve finales
De winaars van de series kwalificeerden zich direct voor de finale. Van de overgebleven atletes kwalificeerde bovendien de snelste zich voor de finale.

### Halve finale 1
| Rang | Baan | Naam                                                       | Naam | Tijd  | Bijz. |
| ---- | ---- | ---------------------------------------------------------- | ---- | ----- | ----- |
| 1    | 4    | Omara Durand Yuniol Kindelan Vargas (gids)                 | CUB  | 12.01 | Q     |
| 2    | 8    | Oksana Boturchuk Mykyta Barbanov (gids)                    | UKR  | 12.36 | q     |
| 3    | 6    | Darlenys de la Cruz Fary Sterlin Mejia Nunez (gids)        | DOM  | 12.40 |       |
| 4    | 2    | Melani Bergés Gámez Sergio Diaz del Campo Velazquez (gids) | ESP  | 12.50 |       |

### Halve finale 2
| Rang | Baan | Naam                                                                  | Naam | Tijd  | Bijz. |
| ---- | ---- | --------------------------------------------------------------------- | ---- | ----- | ----- |
| 1    | 4    | Katrin Mueller-Rottgardt Noel-Phillippe Fiener (gids)                 | GER  | 12.26 | Q, SB |
| 2    | 6    | Simran Sharma Abhay Singh (gids)                                      | IND  | 12.33 | q     |
| 3    | 2    | Alejandra Paola Pérez López Markinzon Dan Manzanilla Velazquez (gids) | VEN  | 12.52 |       |
| 4    | 8    | Nagore Folgado García Joan Varo Raga (gids)                           | ESP  | 12.55 |       |

### Finale
| Rang   | Baan | Naam                                                  | Naam | Tijd  | Bijz. |
| ------ | ---- | ----------------------------------------------------- | ---- | ----- | ----- |
| Goud   | 5    | Omara Durand Yuniol Kindelan Vargas (gids)            | CUB  | 11.81 | SB    |
| Zilver | 1    | Oksana Boturchuk Mykyta Barbanov (gids)               | UKR  | 12.17 | SB    |
| Brons  | 3    | Katrin Mueller-Rottgardt Noel-Phillippe Fiener (gids) | GER  | 12.26 | SB    |
| 4      | 7    | Simran Sharma Abhay Singh (gids)                      | IND  | 12.31 |       |